# ورونا (کشتی بخار)
ورونا (کشتی بخار) (به انگلیسی: Verona (steamship)) یک کشتی بود که طول آن ۱۱۲٫۹ فوت (۳۴٫۴ متر) بود.